# Bep van Klaveren
Lambertus Bep van Klaveren, född (Lambertus Steenhorst) 26 september 1907 i Rotterdam, död 12 februari 1992 i Rotterdam, var en nederländsk boxare.
Han blev olympisk mästare i fjädervikt i boxning vid sommarspelen 1928 i Amsterdam.

## Karriär
Född i Rotterdam som Lambertus Steenhorst antog han sin styvfar Pieter van Klaveren namn när han var åtta. Efter grundskolan arbetade han som slaktarlärling och boxades på fritiden. Han började seriöst med boxning vid 16, och bytte till en vegetarisk diet som passade honom bättre. År 1926 vann han den nationella flugviktstiteln och 1927–29 fjäderviktstiteln.
Efter sin olympiska framgång 1928 fick han en hjältes välkomnande i sin hemstad Rotterdam av den holländska drottningen. 1929 inledde van Klaveren en lång karriär som professionell boxare, som slutade 1956. 1931 blev han europamästare i lättvikt och 1938 vann han samma titel i mellanvikt. Under sin karriär mötte han Ceferino Garcia, Kid Azteca, Young Corbett III och Billy Petrolle.

## Galleri

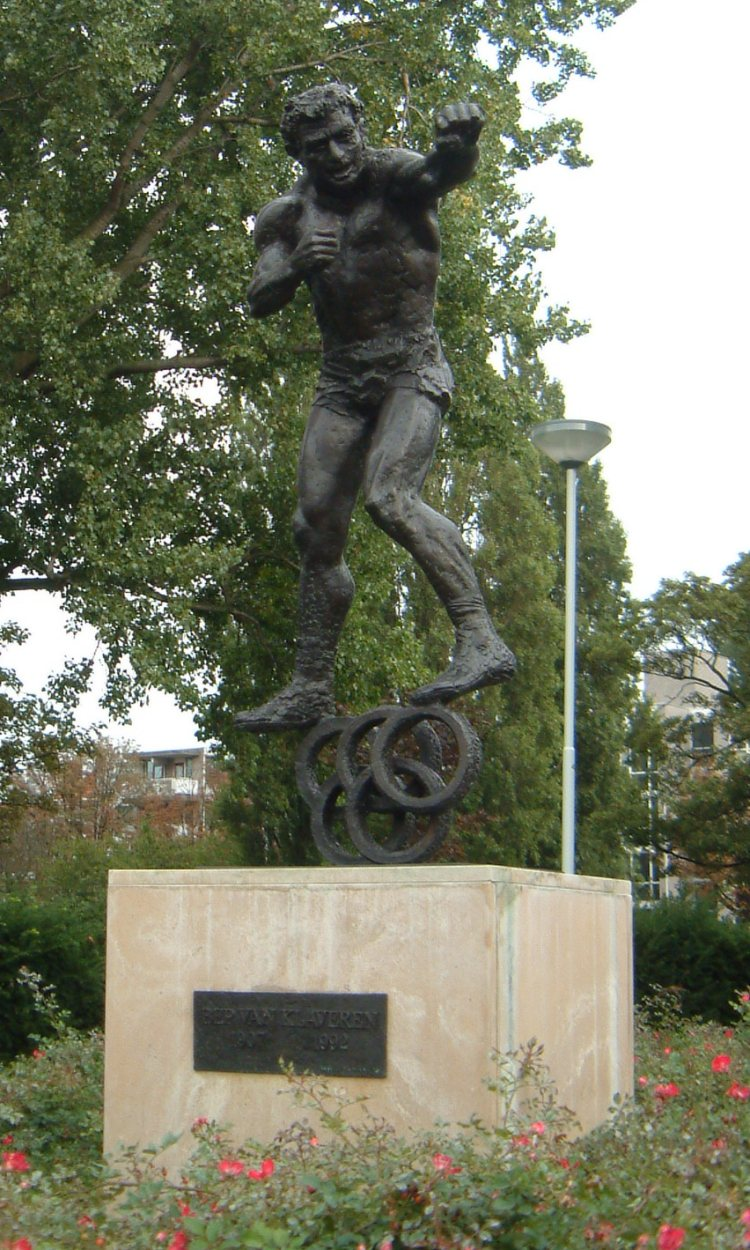
Staty av Bep van Klaveren i Rotterdam
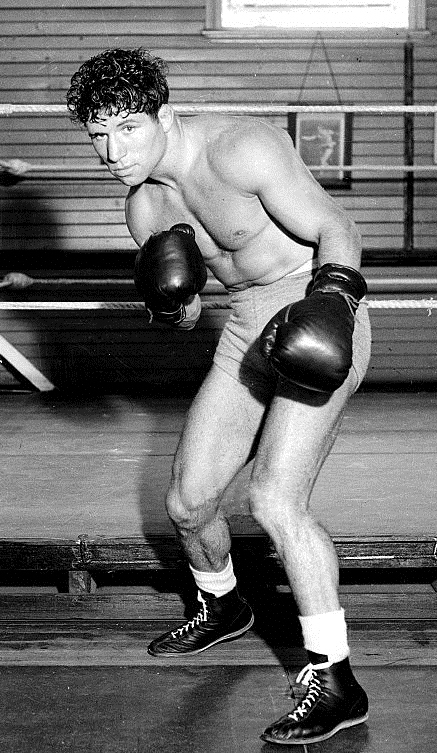
Bep van Klaveren 1935.
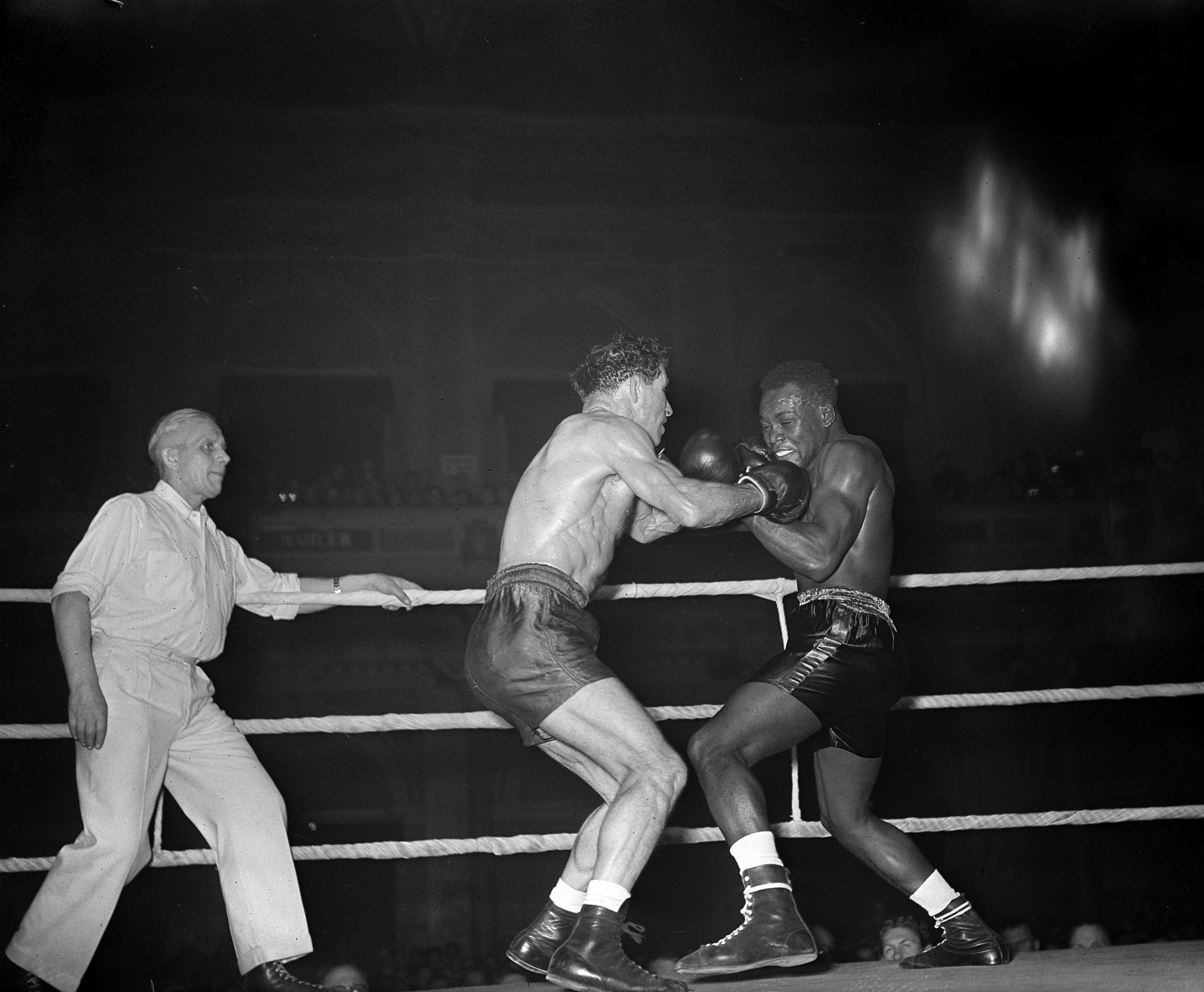
Bep van Klaveren möter Kid Pompeij i Amsterdam 15 feb 1954.
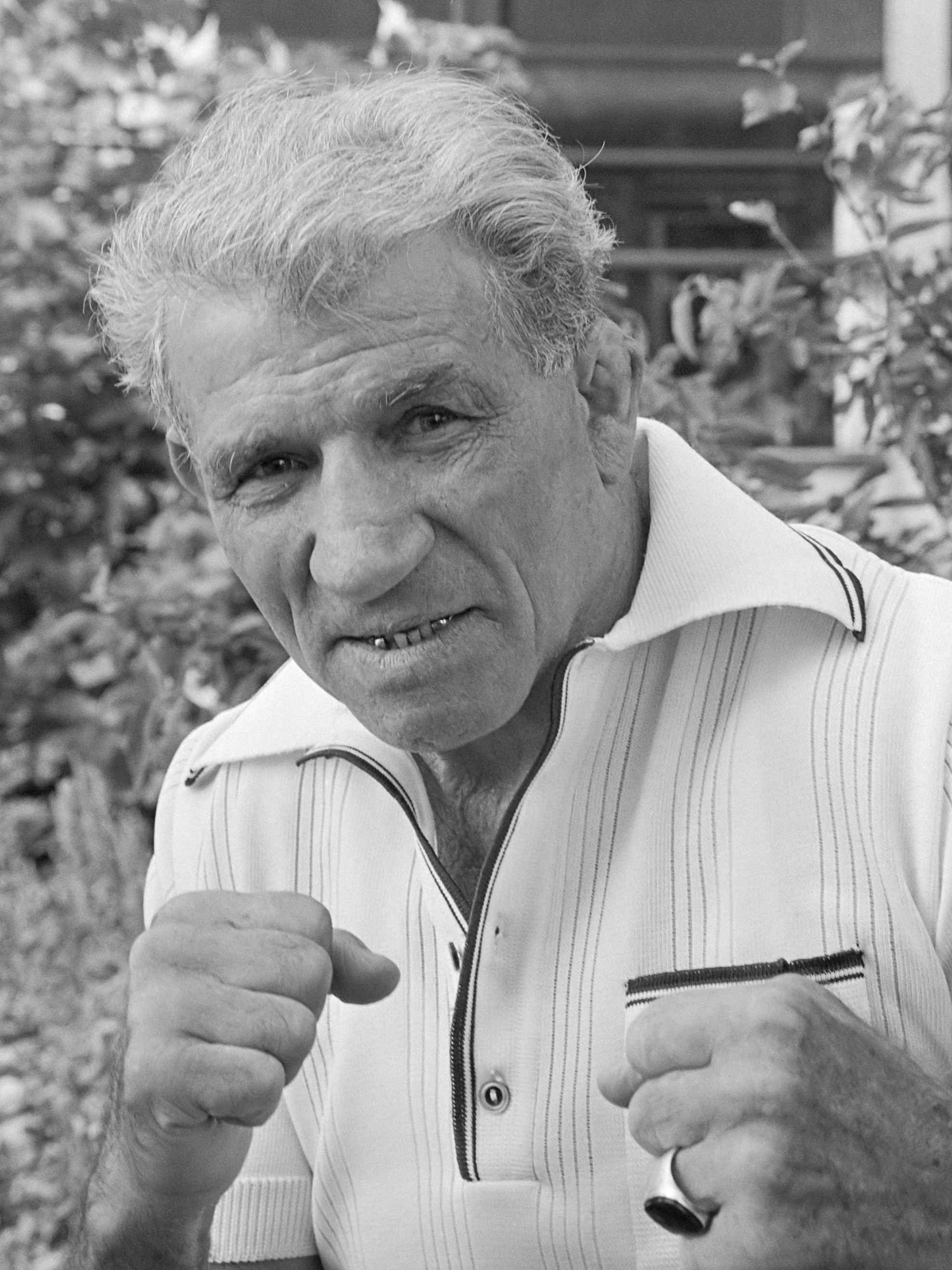
Bep van Klaveren 1982.